# Виктор Франкл
Виктор Франкл (Леополдштат, 26. март 1905 — Беч, 2. септембар 1997) био је аустријски неуролог и психијатар, јеврејског порекла, познат и као човек који је преживео голготу Холокауста. Најпознатији је као оснивач логотерапије, тј. терапије смислом, чије су технике и циљ концентрисани на смисао егзистенције и тражење тог смисла. Франкла сматрају оснивачем Треће бечке психијатријске школе, после психоанализе Сигмунда Фројда и индивидуалне психологије Алфреда Адлера. Франкл је тражење смисла сматрао примарном мотивационом снагом у човеку називајући је воља за смислом, насупрот принципу задовољства из класичне психоанализе, односно Адлеровој вољи за моћ.
Најпознатија књига Виктора Франкла је Man's Search for Meaning (Човекова потрага за смислом) - у Србији позната под називом Зашто се нисте убили: Тражење смисла живљења, која описује његова искуства у концентрационом логору, где он говори о тражењу смисла живљења и где нуди разлог за живот, упркос тешким околностима.
Франкл је постао један од кључних стручњака у егзистенцијалној терапији и извор инспирације хуманистичким психолозима.

## Живот и рад пре 1945.
Виктор Емил Франкл је рођен 26. марта 1905. године у Бечу, Аустрија, у јеврејској породици државних службеника. Рано је постао заинтересован за психологију и за однос и границе између филозофије и психологије, те за основна питања смисла и вредности - што је и постало лајтмотив његовог рада.
После завршетка Гимназије 1923. године, студирао је медицину на Универзитету у Бечу, где је и докторирао 1930. године. Специјализирао је неурологију и психијатрију, са посебним акцентом на питања депресије и суицида. Упознао се са Фројдом, али је са Адлером успоставио бољи и дуготрајнији однос.
Још као студент, Франкл је организовао саветодавне центре за младе, прво у Бечу, а онда још у шест градова. У то време се није десило ни једно самоубиство у Бечу, тако да је Франклов рад привукао пажњу међународне јавности, а и самог Вилхелма Рајха. У то време је Франкл позиван да држи предавања у Прагу и Бечу на факултетима. У Прагу је упознао Ото Пецла (Otto Pötzl), који је био на челу Одељења за неурологију и психијатрију Универзитетске клинике у Бечу од 1928. до 1945. године, под чијом супервизијом ће радити после дипломирања.
Већ 1929. године развио је концепт три групе вредности, или три могућа начина на који можемо пронаћи смисао у животу. Те три могућности су: 1. кроз стварање нечега, кроз рад; 2. кроз љубав, неко познанство, искуство; 3. када се сретнемо са неумољивом судбином коју не можемо променити (као што је, на пример, неизлечива болест) можемо променити сопствени став према тој судбини. То су били почеци Франклове логотерапије.
Када су нацисти дошли на власт у Аустрији марта 1938, Франкл је премештен на чело Одељења за неурологију болнице Ротшилд, једине болнице у којој су могли бити лечени Јевреји у то доба. Неколико месеци пре тога је био отворио приватну праксу (1937), коју је морао да напусти. Позиција лекара, начелника Одељења за неурологију му је донекле пружала заштиту од депортације у концентрациони камп. Било му је дозвољено да лечи само Јевреје. Међу њима је стопа суицида постајала све већа, те је Франкл усмерио напоре да спасе што више људи.
Франкл је могао да избегне судбину милиона Јевреја који су одведени у нацистичке концентрационе логоре, јер је непосредно пре напада на Перл Харбор био добио визу да емигрира у САД. Ипак, одлучио је да не емигрира, јер се виза односила само на њега, а није хтео да у тешким временима напусти родитеље.
1941. Франкл је оженио Тили Гросер, медицинску сестру коју је упознао преко посла. Поред још једног пара, они су тада били последњи Јевреји у Бечу који су добили дозволу да ступе у брак. Јеврејима је тада било забрањено да добијају децу. Трудне Јеврејке су одмах слали у концентрациони логор. Тако је Тили морала да побаци дете које је носила. Франкл је своју књигу Нечујан вапај за смислом посветио свом нерођеном детету.
Франкл је са супругом убрзо депортован у концентрациони логор Терезин. Сви чланови његове породице, осим сестре која је емигрирала у Аустралију, су завршили у концентрационим логорима. Од свих њих, само је Виктор Франкл преживео. Провео је три године у укупно четири концентрациона логора, један од њих је био и Аушвиц. Неколико пута је замало убијен, али је игром случаја преживео. Одржавала га је мисао да мора да поново напише књигу Доктор и душа коју је понео у рукопису у логор, али ју је изгубио. Када му је било најтеже, замишљао је себе како у топлој и добро осветљеној сали држи предавање студентима о својим искуствима у логору, и то дистанцирање од свакодневних ужаса у логору му је помогло да преживи.

## Живот и рад после 1945.
Ослобођен, после три године проведене у концентрационим логорима, Виктор Франкл се вратио у Беч. Тамо је сазнао да му је супруга настрадала у логору Берген-Белсен. Наредних године, Франкл је радио на развијању свог приступа психолошком лечењу.
Дело Man's Search for Meaning (Човекова потрага за смислом) - у Србији познато под називом Зашто се нисте убили: Тражење смисла живљења Франкл је написао за само девет дана 1945. године. Оно говори о томе шта је доживљавао током три године у четири концентрациона логора. Франклова идеја није била толико да пише о концентрационим логорима као таквим, колико да изнесе поуке које би из свега тога требало извући и које би вределе за будућност. Ова књига сведочи о томе да живот не само да има смисао, него га и задржава у свим условима и у свим околностима, ма како се оне човеку чиниле тешким и неиздрживим.
Ова Франклова књига је на српски језик преведена тек 1994. године, а за ту прилику је Франкл написао предговор, где поручује:
Живот, дакле, има смисао и задржава га до краја. Али од пресудног значаја за живот сваког појединца је да се преда том смислу. Јер поука коју сам ја добио у концентрационим логорима и коју су, у међувремену, потврдила психијатријска истраживања на ратним заробљеницима је следећа: шансу да преживе имали су углавном они који су били психолошки усмерени на будућност, на неки задатак који треба да испуне у будућности, на смисао чије остварење их је у неку руку очекивало, или на неку особу која их је чекала с љубављу...
И питам се не би ли све то могло да се прошири изван појединачног људског живота и примени на продужење живота човечанства у целини. Можда је истина да и човечанство има своју шансу да преживи атомско доба ако се људи, и сви народи, окупе на заједничким задацима, ако сви буду захваћени не само оним што логотерапија назива вољом за смислом већ и заједничком вољом за једним заједничким смислом?
Године 1946. Франкл је постављен на чело Поликлинике за неурологију у Бечу где остаје до 1971.
1947. се оженио Елеонором Швиндт. Они су добили ћерку Габријелу, која је постала дечји психолог.
1948. Франкл је добио докторат из филозофије.
1955. постао је професор неурологије и психијатрије на Универзитету у Бечу, а као гостујући професор предавао је на Харварду, Кембриџу, Универзитетима у Даласу, Питсбургу, Масачусетсу, Сан Дијегу (Калифорнија), где је 1970. основана и катедра за логотерапију, теоријски правац чији је он оснивач. У Бечу је 1992. основан Институт Виктор Франкл.
Франкл је умро 2. септембра 1997. године, у 92. години живота. Иза њега остала је његова супруга Елеонора, ћерка др Габријела Франкл-Весели, унуци Катарина и Александар, и праунука Ана-Викторија, као и 39 књига преведених на 40 светских језика.

## Заоставштина
Виктор Франкл је сматрао да су психоанализа и индивидуална психологија недовољно посвећене људској димензији, која мора бити окосница теоријског и практичног рада сваког психотерапијског правца. Он је сматрао да се проблеми људи који се обраћају за психолошку помоћ не односе толико на сексуалност или осећање инфериорности, већ да је у њиховом корену потреба да се задовољи потреба за смислом. Франклова психологија се назива висинском јер он говори о вери у људску хуманост, и само веровање у више људске тежње може помоћи да се оне покрену и развију.
У оквиру логотерапије, која се сматра једном од категорија хуманистичке психологије, Франкл је развио две иновативне технике: парадоксну интенцију (супротну намеру) и дерефлексију. Неколико аутора тврди да је логотерапија једина која је успела да развије психотерапијске технике у правом смислу те речи.